# 弼利民
弼利民（又名弼來滿，Lyman Burt Peet，1809年3月1日—1878年1月11日）是中国福州最早的公理会传教士之一。

## 生平
弼利民于1809年3月1日出生在美国佛蒙特州康沃尔。1834年他毕业于明德大学，1837年毕业于安多福神学院。1837年12月13日，他在麻省南丹尼斯接受按立，1839年7月6日作为 美国公理会差会传教士派往暹罗。1846年8月改赴中国福州，1847年9月抵达。弼利民在1871年退休，并移居西黑文 (康涅狄格州)，1878年1月11日因痢疾在那里去世。
弼利民有两次婚姻。1839年，他与第一任妻子Rebecca Clemence Sherrill结婚，后者于1856年在福州去世。1858年6月6日，他与Hannah Louisa Plimpton结婚，弼利民去世后，她改嫁给福州的另一位公理会传教士夏察理
他在福州期间，他帮助将几卷圣经，包括诗篇、箴言和约伯记，翻译成福州话口语。